# Apsilochorema tigmatejanam
Apsilochorema tigmatejanam är en nattsländeart som beskrevs av Schmid 1970. Apsilochorema tigmatejanam ingår i släktet Apsilochorema och familjen Hydrobiosidae. Inga underarter finns listade i Catalogue of Life.